# 9116 Billhamilton
9116 Billhamilton este un asteroid din centura principală de asteroizi.

## Descriere
9116 Billhamilton este un asteroid din centura principală de asteroizi. A fost descoperit pe 7 martie 1997 la Stația Anderson Mesa de Marc W. Buie. El prezintă o orbită caracterizată de o semiaxă mare de 2,32 ua, o excentricitate de 0,12 și o înclinație de 4,0° în raport cu ecliptica.